# ۱۹۵ برادوی
۱۹۵ برادوی (انگلیسی: 195 Broadway) یا ساختمان تلگراف یک ساختمان تجاری در خیابان برادوی، منهتن، نیویورک است.
این ساختمان که در سال ۱۹۱۲ شروع به ساخت و در سال ۱۹۱۶ افتتاح شده‌است دارای ۲۹ طبقه و ۱۲۱ متر ارتفاع می‌باشد.

## نگارخانه

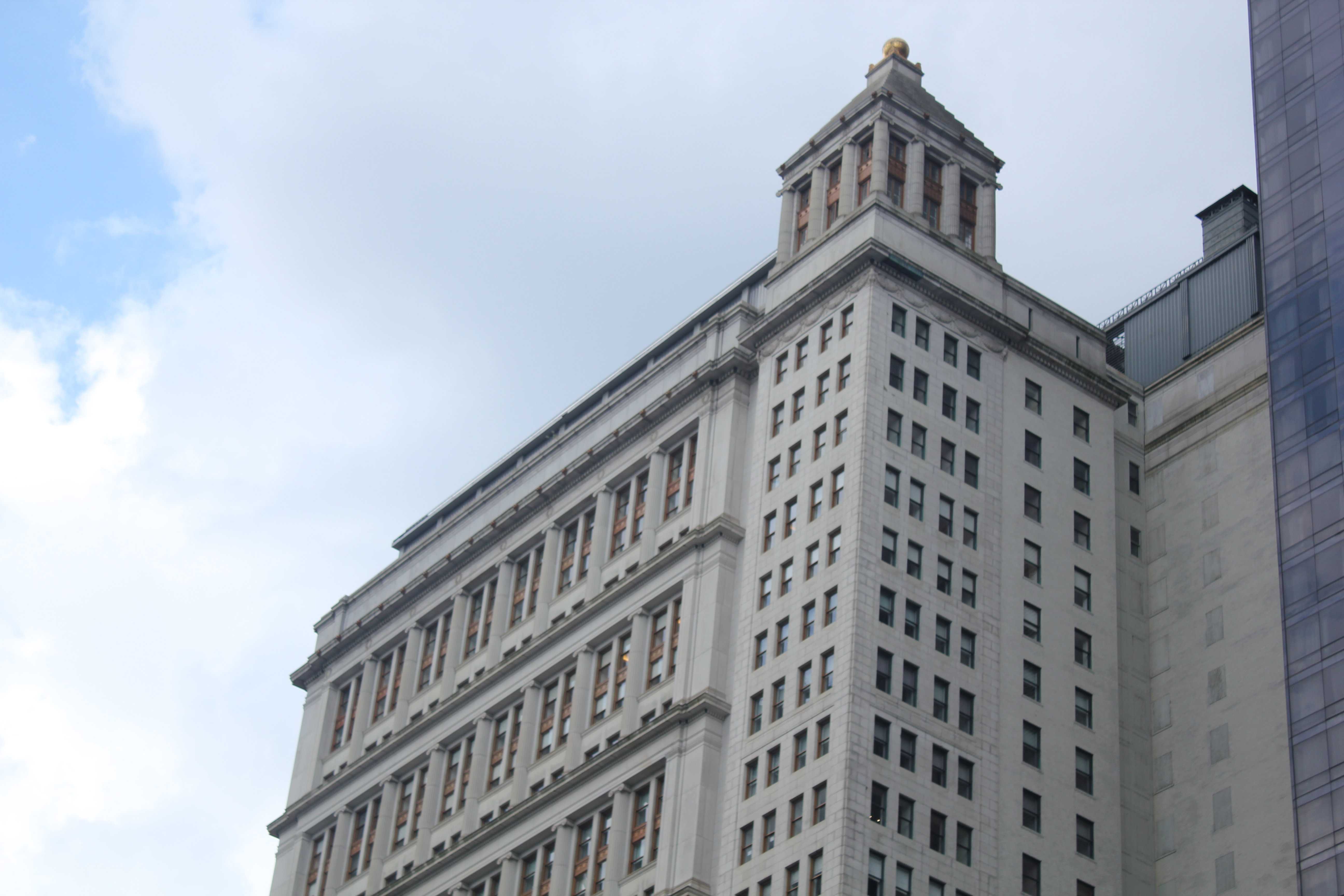
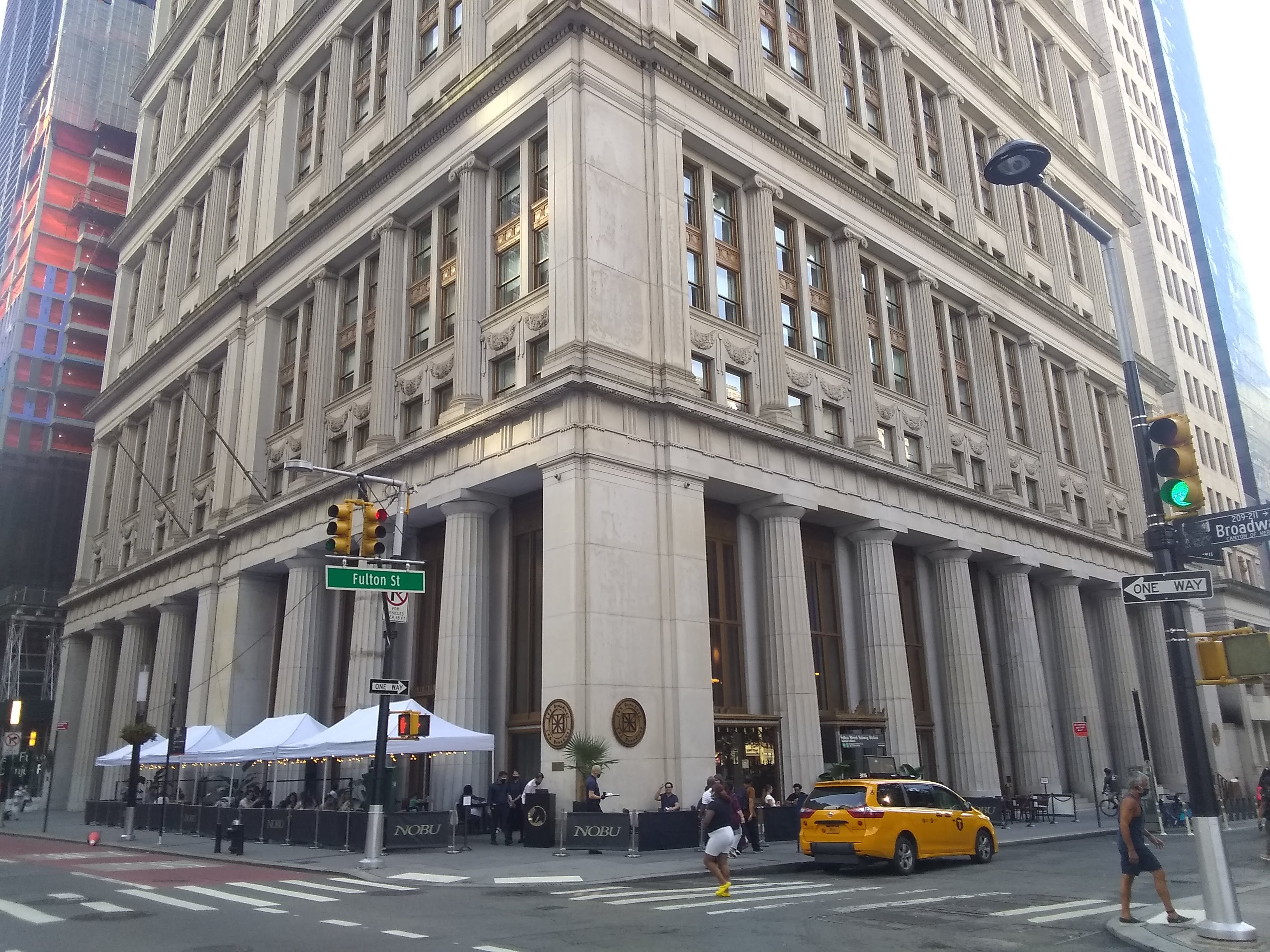
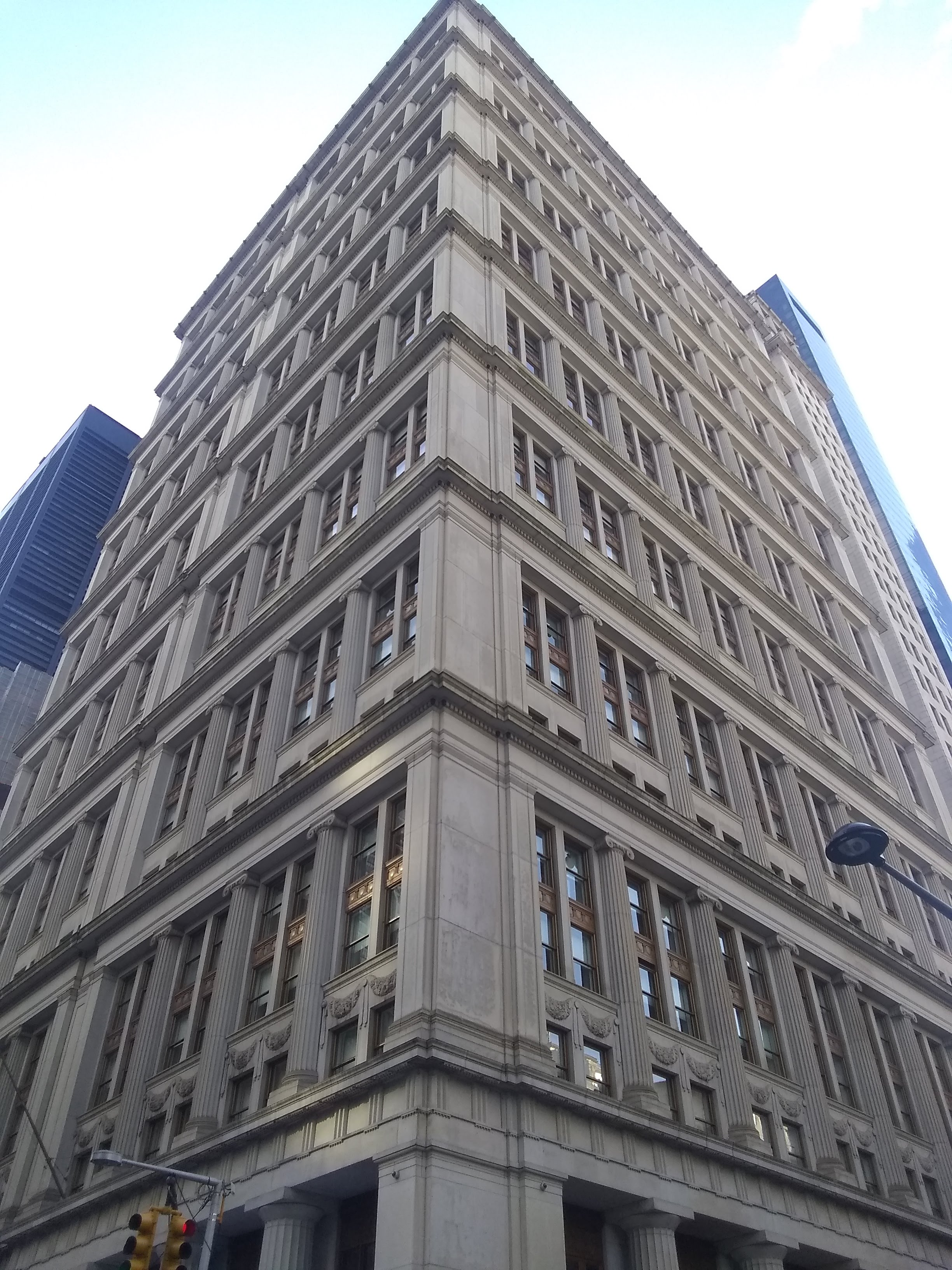
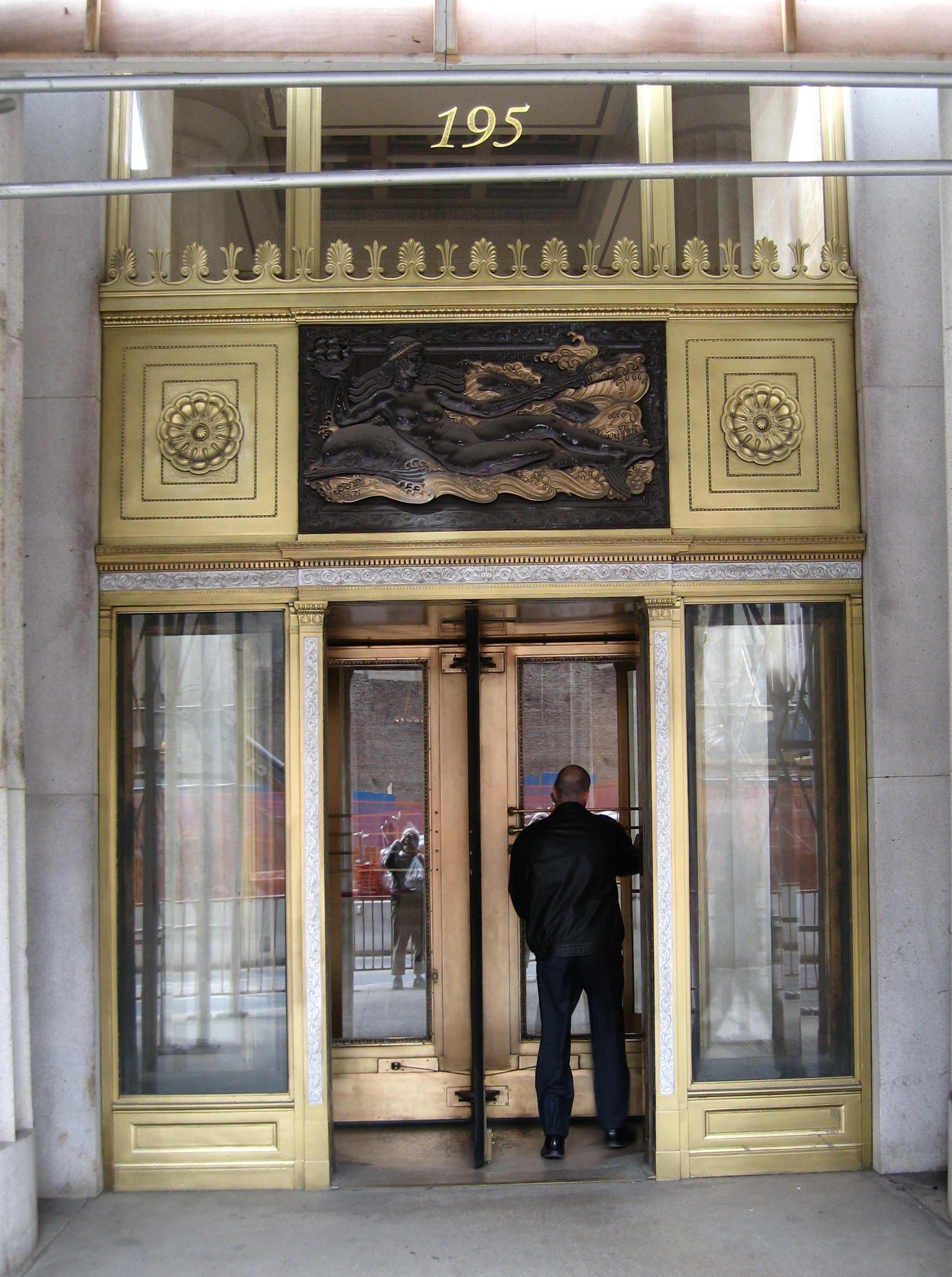